# غلين كيركهام
غلين كيركهام (بالإنجليزية: Glenn Kirkham) هو لاعب هوكي الحقل بريطاني، ولد في 8 أكتوبر 1982 في غريمسبي ‏ في المملكة المتحدة.

## وصلات خارجية
- غلين كيركهام على موقع الاتحاد الدولي للهوكي (الإنجليزية)
- غلين كيركهام على موقع اللجنة الأولمبية الدولية (الإنجليزية)
- غلين كيركهام على موقع أوليمبيديا (الإنجليزية)
- غلين كيركهام على موقع اللجنة الأولمبية البريطانية (الإنجليزية)
- غلين كيركهام على موقع اتحاد ألعاب الكومنولث (مؤرشف) (الإنجليزية)
- غلين كيركهام على موقع اتحاد ألعاب الكومنولث (مؤرشف) (الإنجليزية)